# Gianfranco Chávez
Gianfranco Chávez Massoni, noto semplicemente come Gianfranco Chávez (Lima, 10 agosto 1998), è un calciatore peruviano, difensore dello Sporting Cristal.

## Caratteristiche tecniche
È un terzino destro.

## Carriera

### Club
Cresciuto nelle giovanili dello Sporting Cristal, ha esordito in prima squadra il 14 aprile 2017 disputando l'incontro di Campeonato Descentralizado vinto 2-1 contro l'Alianza Atlético.

### Nazionale
Con la nazionale Under-20 peruviana ha preso parte al Sudamericano Under-20 2017.

## Palmarès

### Competizioni nazionali
- Campionato peruviano: 1

Sporting Cristal: 2020